# Summer World University Games 2019/Bogenschießen
Bei der Sommer-Universiade 2019 wurden 10 Wettkämpfe im Bogenschießen ausgetragen.

## Bilanz

### Medaillenspiegel
| Platz  | Land               | 00 | 00 | 00 | Gesamt |
| ------ | ------------------ | -- | -- | -- | ------ |
| 1      | Südkorea           | 4  | 2  | 2  | 8      |
| 2      | Russland           | 2  | 2  | –  | 4      |
| 3      | Chinesisch Taipeh  | 1  | 2  | 2  | 5      |
| 4      | Türkei             | 1  | 2  | 1  | 4      |
| 5      | Mexiko             | 1  | –  | 1  | 2      |
| 6      | Estland            | 1  | –  | –  | 1      |
| 7      | Japan              | –  | 1  | 1  | 2      |
| 8      | Iran               | –  | 1  | –  | 1      |
| 9      | Ukraine            | –  | –  | 2  | 2      |
| 10     | Vereinigte Staaten | –  | –  | 1  | 1      |
| Gesamt | Gesamt             | 10 | 10 | 10 | 30     |

### Medaillengewinner

#### Männer
| Disziplin                | Gold                             | Silber                                   | Bronze                            |
| ------------------------ | -------------------------------- | ---------------------------------------- | --------------------------------- |
| Compoundbogen Einzel     | Anton Bulajew                    | Muhammed Yetim                           | Kim Jong-ho                       |
| Recurvebogen Einzel      | Lee Woo-seok                     | Erdem Zydypow                            | Yūta Ishii                        |
| Compoundbogen Mannschaft | Süleyman Araz / Muhammed Yetim   | Kiarash Farzan / Mohammad Saleh Palizban | Miguel Becerra / Rodolfo González |
| Recurvebogen Mannschaft  | Erdem Zydypow / Beligto Zyngujew | Tang Chih-chun / Wei Chun-heng           | Adam Heidt / Matthew Zumbo        |

#### Frauen
| Disziplin                | Gold                          | Silber                                  | Bronze                              |
| ------------------------ | ----------------------------- | --------------------------------------- | ----------------------------------- |
| Compoundbogen Einzel     | Andrea Becerra                | So Chae-won                             | Yeşim Bostan                        |
| Recurvebogen Einzel      | Kang Chae-young               | Choi Mi-sun                             | Peng Chia-mao                       |
| Compoundbogen Mannschaft | Kim Yun-hee / So Chae-won     | Yeşim Bostan / Gizem Elmaağaçlı         | Chen Yi-hsuan / Lin Ming-ching      |
| Recurvebogen Mannschaft  | Choi Mi-sun / Kang Chae-young | Swetlana Gombojewa / Walerija Mylnikowa | Iryna Chotschyna / Polina Rodionowa |

#### Mixed
| Disziplin                | Gold                          | Silber                         | Bronze                                |
| ------------------------ | ----------------------------- | ------------------------------ | ------------------------------------- |
| Compoundbogen Mannschaft | Lisell Jäätma / Robin Jäätma  | Chen Yi-hsuan / Chen Chieh-lun | So Chae-won / Kim Jong-ho             |
| Recurvebogen Mannschaft  | Peng Chia-mao / Wei Chun-heng | Risa Horiguchi / Yūta Ishii    | Polina Rodionowa / Artem Owtschynikow |